# Клясова боротьба у Франції 1848-1850
«Класова боротьба у Франції 1848—1850» (нім. Die Klassenkämpfe in Frankreich 1848 bis 1850) — історія політичної боротьби у франції часів революції 1848—1849, написана німецьким філософом й економістом Карлом Марксом (1818-1883). «Класова боротьба у Франції 1848—1850» була написана як низка статей для «Neue Rheinische Zeitung. Politisch-ökonomische Revue» («Нової рейнської газети. Політично-економічного огляду») між січнем і жовтнем 1850. При написанні твору Маркс звертався до репортажів з французьких і німецьких газет, а також користувався свідоцтвами французьких і німецьких революціонерів-емігрантів, таких як Фердинанд Вольф і Себастьян Зеллер. Саме в цьому творі він вперше вживає словосполучення «диктатура пролетаріату».
Вперше окремим памфлетом надрукована у Берліні 1895 року, після смерті автора. Назву «Класова боротьба у Франції 1848—1850» дав твору Фрідріх Енгельс, і відтоді він під цією назвою неодноразово друкувався у різних країнах. Перший український переклад вийшов 1932 року у партійному видавництві «Пролетар» (Харків—Київ).